# Buchanania glabra
Buchanania glabra är en sumakväxtart som beskrevs av Nathaniel Wallich. Buchanania glabra ingår i släktet Buchanania och familjen sumakväxter. Inga underarter finns listade i Catalogue of Life.